# Lake Péwé
Der Lake Péwé ist ein 550 m hoch gelegener See an der Scott-Küste des ostantarktischen Viktorialands. Er liegt 800 m östlich des Blackwelder-Gletschers in den Denton Hills oberhalb des Koettlitz-Gletschers.
Die Benennung nahmen Teilnehmer einer von 1960 bis 1961 durchgeführten Kampagne im Rahmen der neuseeländischen Victoria University’s Antarctic Expeditions vor. Namensgeber ist der US-amerikanische Glaziologe Troy L. Péwé (1918–1999) von der University of Alaska, der in diesem Gebiet zwischen 1958 und 1959 tätig gewesen war und dabei an diesem See eine von den Neuseeländern gefundene Notiz über dabei entdeckte Findlinge hinterlassen hatte.